# Basket Liga Kobiet 2022/2023
Energa Basket Liga Kobiet 2022/2023 – 89. edycja rozgrywek o tytuł mistrza Polski w koszykówce kobiet, organizowany przez Polski Związek Koszykówki. Triumfatorem rozgrywek zostało Pszczółka Polski-Cukier AZS-UMCS Lublin.

## Sponsorzy
- Sponsor tytularny: Grupa Energa
- Sponsor oficjalny: Suzuki
- Sponsor: Bank Pekao, Orlen
- Partner medyczny: emel-med, enel-sport
- Partnerzy: Aerowatch, EuroCup Women, Euroliga kobiet, Molten, SMJ Sport, TabliceTaktyczne.pl

## System rozgrywek
- Sezon zasadniczy: mecze odbywają się systemem kołowym. Kluby z miejsc 1-8 będą uczestniczyć w drugim etapie w rywalizacji o miejsca 1-8, kluby z miejsc 9-11 zakończą rywalizację w sezonie 2020/2021, natomiast ostatni klub w tabeli po sezonie zasadniczym spada do I ligi 2023/2024.
- Faza play-off: faza play-off odbędzie się w trzech etapach – ćwierćfinały, półfinały oraz rywalizacja o 3. miejsce i finał. Gospodarzem pierwszych dwóch meczów w danej rywalizacja jest klub, który zajął wyższe miejsce w tabeli sezonu zasadniczego.
  - Faza I (ćwierćfinały): mecze odbędą się w parach 1-8, 2-7, 3-6 oraz 4-5. Rywalizacja w parach będzie się toczyć do trzech zwycięstw.
  - Faza II (półfinały): mecze odbędą się w parach 1/8 – 4/5 oraz 2/7 – 3/6. Rywalizacja w parach będzie się toczyć do trzech zwycięstw. Zwycięzcy rywalizacji awansują do finału, natomiast przegrani będą grać w meczu o 3. miejsce.
  - Faza III:
    - o 3. miejsce: w rywalizacji zagrają kluby, które przegrały swoje rywalizacje w półfinale. Rywalizacja będzie się toczyć do dwóch zwycięstw. Zwycięzca rywalizacji zajmuje 3. miejsce w klasyfikacji końcowej.
    - Finał: w finale zagrają kluby, które wygrały swoje rywalizacje w półfinale. Rywalizacja będzie się toczyć do trzech zwycięstw. Zwycięzca rywalizacji uzyskuje tytuł mistrza Polski.

## Kluby
4 sierpnia 2022 roku w Warszawie decyzją Komisji Licencyjnej Polskiego Związku Koszykówki licencje na grę w rozgrywkach w sezonie 2022/2023 otrzymało 11 klubów:
- 1KS Ślęza Wrocław
- BC Polkowice
- Enea AZS Politechnika Poznań
- Energa Krajowa Grupa Spożywcza Toruń
- KS Basket 25 Sp. z o.o. Bydgoszcz
- MB Zagłębie Sosnowiec
- MKS Pruszków
- PolskaStrefaInwestycji Enea Gorzów Wielkopolski
- Pszczółka Polski-Cukier AZS-UMCS Lublin
- SKK Polonia Warszawa
- VBW Arka Gdynia

## Sezon zasadniczy

### Tabela końcowa
awans do play-off
     spadek z ligi
| Lp. | Drużyna                                         | M  | Mecze | Mecze | Punkty | Punkty | Punkty | Punkty   | Pkt |
| Lp. | Drużyna                                         | M  | W     | P     | +      | -      | +/-    | Stosunek | Pkt |
| --- | ----------------------------------------------- | -- | ----- | ----- | ------ | ------ | ------ | -------- | --- |
| 1.  | PolskaStrefaInwestycji Enea Gorzów Wielkopolski | 20 | 18    | 2     | 1692   | 1341   | +351   | 0.9000   | 38  |
| 2.  | MB Polkowice                                    | 20 | 17    | 3     | 1739   | 1309   | +430   | 0.8500   | 37  |
| 3.  | Enea AZS Politechnika Poznań                    | 20 | 12    | 8     | 1510   | 1442   | +68    | 0.6000   | 32  |
| 4.  | Pszczółka Polski-Cukier AZS-UMCS Lublin         | 20 | 12    | 8     | 1481   | 1400   | +81    | 0.6000   | 32  |
| 5.  | VBW Arka Gdynia                                 | 20 | 11    | 9     | 1501   | 1336   | +165   | 0.5500   | 31  |
| 6.  | MB Zagłębie Sosnowiec                           | 20 | 11    | 9     | 1433   | 1467   | -34    | 0.5500   | 31  |
| 7.  | SKK Polonia Warszawa                            | 20 | 10    | 10    | 1460   | 1499   | -39    | 0.5000   | 30  |
| 8.  | 1KS Ślęza Wrocław                               | 20 | 9     | 11    | 1527   | 1480   | +47    | 0.4500   | 29  |
| 9.  | Energa Krajowa Grupa Spożywcza Toruń            | 20 | 6     | 14    | 1480   | 1616   | -136   | 0.3000   | 26  |
| 10. | MKS Pruszków                                    | 20 | 2     | 18    | 1246   | 1751   | -505   | 0.1000   | 22  |
| 11. | Polskie Przetwory Basket-25 Bydgoszcz           | 20 | 2     | 18    | 1284   | 1712   | -428   | 0.1000   | 22  |

### Wyniki
| Gospodarz/Gość                                  | WRO   | POL    | POZ   | TOR   | BYD    | SOS   | PRU   | GWP    | LUB   | PLW   | GDY   |
| ----------------------------------------------- | ----- | ------ | ----- | ----- | ------ | ----- | ----- | ------ | ----- | ----- | ----- |
| 1KS Ślęza Wrocław                               | —     | 80–97  | 65–82 | 60–79 | 97–44  | 84–62 | 87–65 | 80–96  | 59–65 | 85–75 | 72–76 |
| BC Polkowice                                    | 90–63 | —      | 95–79 | 94–75 | 92–66  | 76–58 | 96–45 | 90–75  | 77–61 | 88–71 | 86–78 |
| Enea AZS Politechnika Poznań                    | 70–76 | 55–89  | —     | 82–75 | 82–69  | 78–66 | 94–81 | 66–89  | 75–69 | 68–73 | 79–68 |
| Energa Krajowa Grupa Spożywcza Toruń            | 91–78 | 68–89  | 69–78 | —     | 79–72  | 81–97 | 82–59 | 50–101 | 68–80 | 88–62 | 51–78 |
| KS Basket 25 Sp. z o.o. Bydgoszcz               | 52–92 | 66–90  | 65–68 | 75–72 | —      | 75–79 | 85–80 | 75–92  | 44–96 | 50–78 | 74–89 |
| MB Zagłębie Sosnowiec                           | 75–78 | 57–82  | 63–62 | 94–79 | 97–70  | —     | 74–51 | 67–85  | 71–69 | 69–57 | 59–57 |
| MKS Pruszków                                    | 64–87 | 43–116 | 56–88 | 81–89 | 86–75  | 82–69 | —     | 57–94  | 67–95 | 64–89 | 43–98 |
| PolskaStrefaInwestycji Enea Gorzów Wielkopolski | 83–62 | 72–69  | 78–96 | 73–71 | 85–55  | 98–61 | 87–41 | —      | 82–64 | 84–68 | 81–54 |
| Pszczółka Polski-Cukier AZS-UMCS Lublin         | 80–69 | 79–74  | 50–79 | 86–78 | 72–68  | 71–79 | 81–59 | 67–68  | —     | 75–70 | 71–63 |
| SKK Polonia Warszawa                            | 76–75 | 65–99  | 76–64 | 82–66 | 79–72  | 56–66 | 79–65 | 78–97  | 77–72 | —     | 87–78 |
| VBW Arka Gdynia                                 | 58–78 | 53–50  | 70–65 | 95–69 | 107–32 | 76–70 | 86–57 | 70–72  | 73–78 | 74–62 | —     |

### Statystyki po sezonie zasadniczym

#### Liderzy statystyk indywidualnych według średniej
| Kategoria                  | Zawodnik                | Klub                                            | Wynik  |
| -------------------------- | ----------------------- | ----------------------------------------------- | ------ |
| Punkty                     | Alanna Smith            | PolskaStrefaInwestycji Enea Gorzów Wielkopolski | 21,95  |
| Zbiórki                    | Batabe Zempare          | MB Zagłębie Sosnowiec                           | 10,74  |
| Asysty                     | Jessica January         | MB Zagłębie Sosnowiec                           | 9,20   |
| Przechwyty                 | Agnieszka Skobel        | Enea AZS Politechnika Poznań                    | 2,40   |
| Bloki                      | Alanna Smith            | PolskaStrefaInwestycji Enea Gorzów Wielkopolski | 2,53   |
| Straty                     | Alexis Jones            | Energa Krajowa Grupa Spożywcza Toruń            | 4,70   |
| Faule                      | Marzena Marciniak       | MKS Pruszków                                    | 3,60   |
| Czas gry                   | Aleksandra Pszczolarska | Energa Krajowa Grupa Spożywcza Toruń            | 36:32  |
| Skuteczność z gry          | Weronika Telenga        | BC Polkowice                                    | 64,90% |
| Skuteczność rzutów wolnych | Haley Górecki           | VBW Arka Gdynia                                 | 90,60% |
| Skuteczność za 3           | Alanna Smith            | PolskaStrefaInwestycji Enea Gorzów Wielkopolski | 42,70% |
| Eval                       | Alanna Smith            | PolskaStrefaInwestycji Enea Gorzów Wielkopolski | 28,80  |

#### Rekordy
| Kategoria        | Zawodnik                   | Klub                                            | Wynik |
| ---------------- | -------------------------- | ----------------------------------------------- | ----- |
| Punkty           | Alanna Smith               | PolskaStrefaInwestycji Enea Gorzów Wielkopolski | 42    |
| Zbiórki          | Quinn Urbaniak-Dornstauder | MB Zagłębie Sosnowiec                           | 24    |
| Asysty           | Julia Drop                 | 1KS Ślęza Wrocław                               | 16    |
| Przechwyty       | Aleksandra Kuczyńska       | Polski Cukier AZS UMCS Lublin                   | 9     |
| Bloki            | Natasha Mack               | Polski Cukier AZS UMCS Lublin                   | 6     |
| Celne rzuty za 3 | Alexis Jones               | Energa Krajowa Grupa Spożywcza Toruń            | 8     |

#### Liderzy statystyk drużynowych według średniej
| Kategoria                    | Klub                                            | Wynik  |
| ---------------------------- | ----------------------------------------------- | ------ |
| Punkty                       | BC Polkowice                                    | 85,30  |
| Zbiórki                      | BC Polkowice                                    | 43,42  |
| Asysty                       | BC Polkowice                                    | 23,20  |
| Przechwyty                   | BC Polkowice                                    | 10,55  |
| Bloki                        | VBW Arka Gdynia                                 | 3,91   |
| Straty                       | Polskie Przetwory KS Basket 25 Bydgoszcz        | 17,60  |
| Skuteczność z gry            | PolskaStrefaInwestycji Enea Gorzów Wielkopolski | 46,30% |
| Skuteczność z rzutów wolnych | PolskaStrefaInwestycji Enea Gorzów Wielkopolski | 77,80% |
| Skuteczność za 3             | BC Polkowice                                    | 35,90% |

## Faza play-off
|  |             |                                                 |             |                                         |   |          |                                                 |          |  |  |       |       |       |
|  | Ćwierćfinał | Ćwierćfinał                                     | Ćwierćfinał |                                         |   | Półfinał | Półfinał                                        | Półfinał |  |  | Finał | Finał | Finał |
|  | Ćwierćfinał | Ćwierćfinał                                     | Ćwierćfinał |                                         |   | Półfinał | Półfinał                                        | Półfinał |  |  | Finał | Finał | Finał |
|  |             |                                                 |             |                                         |   |          |                                                 |          |  |  |       |       |       |
|  |             |                                                 |             |                                         |   |          |                                                 |          |  |  |       |       |       |
|  | 1           | PolskaStrefaInwestycji Enea Gorzów Wielkopolski | 3           |                                         |   |          |                                                 |          |  |  |       |       |       |
|  | 1           | PolskaStrefaInwestycji Enea Gorzów Wielkopolski | 3           |                                         |   |          |                                                 |          |  |  |       |       |       |
|  | 8           | 1KS Ślęza Wrocław                               | 0           |                                         |   |          |                                                 |          |  |  |       |       |       |
|  | 8           | 1KS Ślęza Wrocław                               | 0           |                                         |   | 1        | PolskaStrefaInwestycji Enea Gorzów Wielkopolski | 1        |  |  |       |       |       |
|  |             |                                                 |             |                                         |   | 1        | PolskaStrefaInwestycji Enea Gorzów Wielkopolski | 1        |  |  |       |       |       |
|  |             |                                                 | 4           | Pszczółka Polski-Cukier AZS-UMCS Lublin | 3 |          |                                                 |          |  |  |       |       |       |
|  | 4           | Pszczółka Polski-Cukier AZS-UMCS Lublin         | 4           | Pszczółka Polski-Cukier AZS-UMCS Lublin | 3 | 3        |                                                 |          |  |  |       |       |       |
|  | 4           | Pszczółka Polski-Cukier AZS-UMCS Lublin         |             |                                         |   |          |                                                 |          |  |  |       |       |       |
|  | 5           | VBW Arka Gdynia                                 | 0           |                                         |   |          |                                                 |          |  |  |       |       |       |
|  | 5           | VBW Arka Gdynia                                 | 0           |                                         |   | 4        | Pszczółka Polski-Cukier AZS-UMCS Lublin         | 3        |  |  |       |       |       |
|  |             |                                                 |             |                                         |   |          |                                                 |          |  |  |       |       |       |
|  |             |                                                 | 2           | BC Polkowice                            | 2 |          |                                                 |          |  |  |       |       |       |
|  | 2           | BC Polkowice                                    | 2           | BC Polkowice                            | 2 | 3        |                                                 |          |  |  |       |       |       |
|  | 2           | BC Polkowice                                    |             |                                         |   |          |                                                 |          |  |  |       |       |       |
|  | 7           | SKK Polonia Warszawa                            | 0           |                                         |   |          |                                                 |          |  |  |       |       |       |
|  | 7           | SKK Polonia Warszawa                            | 0           |                                         |   | 2        | BC Polkowice                                    | 3        |  |  |       |       |       |
|  |             |                                                 |             |                                         |   | 2        | BC Polkowice                                    | 3        |  |  |       |       |       |
|  |             |                                                 | 6           | MB Zagłębie Sosnowiec                   | 0 |          |                                                 |          |  |  |       |       |       |
|  | 3           | Enea AZS Politechnika Poznań                    | 6           | MB Zagłębie Sosnowiec                   | 0 | 0        |                                                 |          |  |  |       |       |       |
|  | 3           | Enea AZS Politechnika Poznań                    |             |                                         |   |          |                                                 |          |  |  |       |       |       |
|  | 6           | MB Zagłębie Sosnowiec                           | 3           |                                         |   |          |                                                 |          |  |  |       |       |       |
|  | 6           | MB Zagłębie Sosnowiec                           | 3           |                                         |   |          |                                                 |          |  |  |       |       |       |

o 3. miejsce
|  |              |                                                 |   |
|  | o 3. miejsce |                                                 |   |
|  |              |                                                 |   |
|  |              |                                                 |   |
|  |              |                                                 |   |
|  | 1            | PolskaStrefaInwestycji Enea Gorzów Wielkopolski | 2 |
|  | 1            | PolskaStrefaInwestycji Enea Gorzów Wielkopolski | 2 |
|  | 6            | MB Zagłębie Sosnowiec                           | 0 |
|  | 6            | MB Zagłębie Sosnowiec                           | 0 |
|  |              |                                                 |   |

### Ćwierćfinały
| 11 marca 2023 18:00 | Raport | PolskaStrefaInwestycji Enea Gorzów Wielkopolski 79 – 72 1KS Ślęza Wrocław | PolskaStrefaInwestycji Enea Gorzów Wielkopolski 79 – 72 1KS Ślęza Wrocław | PolskaStrefaInwestycji Enea Gorzów Wielkopolski 79 – 72 1KS Ślęza Wrocław |  | Hala AJP, Gorzów Wielkopolski Sędziowie: Łukasz Jankowski, Paulina Gajdosz, Cezary Nowicki |
| 11 marca 2023 18:00 | Raport | Rezultaty w kwartach: 14–20, 20–19, 22–16, 23–17                          |                                                                           |                                                                           |  | Hala AJP, Gorzów Wielkopolski Sędziowie: Łukasz Jankowski, Paulina Gajdosz, Cezary Nowicki |
| 11 marca 2023 18:00 | Raport | Pkt: Smith 22 Zb: Smith 9 As: Allen, Smith po 7                           |                                                                           | Pkt: Jones 18 Zb: Jakubiuk 10 As: Drop 6                                  |  | Hala AJP, Gorzów Wielkopolski Sędziowie: Łukasz Jankowski, Paulina Gajdosz, Cezary Nowicki |

| 12 marca 2023 18:00 | Raport | PolskaStrefaInwestycji Enea Gorzów Wielkopolski 100 – 72 1KS Ślęza Wrocław | PolskaStrefaInwestycji Enea Gorzów Wielkopolski 100 – 72 1KS Ślęza Wrocław | PolskaStrefaInwestycji Enea Gorzów Wielkopolski 100 – 72 1KS Ślęza Wrocław |  | Hala AJP, Gorzów Wielkopolski Sędziowie: Marcin Koralewski, Marcin Bieńkowski, Adrian Szczotka |
| 12 marca 2023 18:00 | Raport | Rezultaty w kwartach: 22–14, 27–24, 26–15, 25–19                           |                                                                            |                                                                            |  | Hala AJP, Gorzów Wielkopolski Sędziowie: Marcin Koralewski, Marcin Bieńkowski, Adrian Szczotka |
| 12 marca 2023 18:00 | Raport | Pkt: Smith 35 Zb: Horvat, Smith po 7 As: Allen 6                           |                                                                            | Pkt: Stefańczyk 12 Zb: Jakubiuk, Kurach po 5 As: Jakubiuk, Kurach po 3     |  | Hala AJP, Gorzów Wielkopolski Sędziowie: Marcin Koralewski, Marcin Bieńkowski, Adrian Szczotka |

| 18 marca 2023 19:00 | Raport | 1KS Ślęza Wrocław 61 – 96 PolskaStrefaInwestycji Enea Gorzów Wielkopolski | 1KS Ślęza Wrocław 61 – 96 PolskaStrefaInwestycji Enea Gorzów Wielkopolski | 1KS Ślęza Wrocław 61 – 96 PolskaStrefaInwestycji Enea Gorzów Wielkopolski |  | Wielofunkcyjna Hala Sportowa AWF Wrocław, Wrocław Sędziowie: Adam Wierzman, Karina Kamińska, Rafał Zuchowicz |
| 18 marca 2023 19:00 | Raport | Rezultaty w kwartach: 15–28, 13–18, 22–23, 11–27                          |                                                                           |                                                                           |  | Wielofunkcyjna Hala Sportowa AWF Wrocław, Wrocław Sędziowie: Adam Wierzman, Karina Kamińska, Rafał Zuchowicz |
| 18 marca 2023 19:00 | Raport | Pkt: Jones 26 Zb: Drop, Jakubiuk po 6 As: Drop 10                         |                                                                           | Pkt: Allen 21 Zb: Smith 10 As: Wadoux 9                                   |  | Wielofunkcyjna Hala Sportowa AWF Wrocław, Wrocław Sędziowie: Adam Wierzman, Karina Kamińska, Rafał Zuchowicz |
| 18 marca 2023 19:00 | Raport | PolskaStrefaInwestycji Enea Gorzów Wielkopolski wygrywa serię 3–0         |                                                                           |                                                                           |  | Wielofunkcyjna Hala Sportowa AWF Wrocław, Wrocław Sędziowie: Adam Wierzman, Karina Kamińska, Rafał Zuchowicz |

| 11 marca 2023 19:00 | Raport | Pszczółka Polski-Cukier AZS-UMCS Lublin 78 – 73 VBW Arka Gdynia | Pszczółka Polski-Cukier AZS-UMCS Lublin 78 – 73 VBW Arka Gdynia | Pszczółka Polski-Cukier AZS-UMCS Lublin 78 – 73 VBW Arka Gdynia |  | Hala MOSiR, Lublin Sędziowie: Grzegorz Czajka, Jakub Pietrzak, Karina Kamińska |
| 11 marca 2023 19:00 | Raport | Rezultaty w kwartach: 21–27, 20–21, 17–8, 20–17                 |                                                                 |                                                                 |  | Hala MOSiR, Lublin Sędziowie: Grzegorz Czajka, Jakub Pietrzak, Karina Kamińska |
| 11 marca 2023 19:00 | Raport | Pkt: Mack 22 Zb: Mack 13 As: Stanaćev 7                         |                                                                 | Pkt: Górecki 29 Zb: Higgins 11 As: Niemojewska 4                |  | Hala MOSiR, Lublin Sędziowie: Grzegorz Czajka, Jakub Pietrzak, Karina Kamińska |

| 12 marca 2023 19:00 | Raport | Pszczółka Polski-Cukier AZS-UMCS Lublin 77 – 74 VBW Arka Gdynia | Pszczółka Polski-Cukier AZS-UMCS Lublin 77 – 74 VBW Arka Gdynia | Pszczółka Polski-Cukier AZS-UMCS Lublin 77 – 74 VBW Arka Gdynia |  | Hala MOSiR, Lublin Sędziowie: Bartłomiej Kucharski, Michał Kuzia, Paweł Pacek |
| 12 marca 2023 19:00 | Raport | Rezultaty w kwartach: 23–9, 19–15, 15–23, 20–27                 |                                                                 |                                                                 |  | Hala MOSiR, Lublin Sędziowie: Bartłomiej Kucharski, Michał Kuzia, Paweł Pacek |
| 12 marca 2023 19:00 | Raport | Pkt: Stanaćev 21 Zb: Mack 11 As: Stanaćev 6                     |                                                                 | Pkt: Górecki 20 Zb: Borkowska 11 As: Górecki 5                  |  | Hala MOSiR, Lublin Sędziowie: Bartłomiej Kucharski, Michał Kuzia, Paweł Pacek |

| 18 marca 2023 17:00 | Raport | VBW Arka Gdynia 67 – 74 Pszczółka Polski-Cukier AZS-UMCS Lublin | VBW Arka Gdynia 67 – 74 Pszczółka Polski-Cukier AZS-UMCS Lublin | VBW Arka Gdynia 67 – 74 Pszczółka Polski-Cukier AZS-UMCS Lublin |  | Gdynia Arena, Gdynia Sędziowie: Michał Sosin, Marcin Koralewski, Jakub Pietrzak |
| 18 marca 2023 17:00 | Raport | Rezultaty w kwartach: 17–24, 7–15, 23–13, 20–22                 |                                                                 |                                                                 |  | Gdynia Arena, Gdynia Sędziowie: Michał Sosin, Marcin Koralewski, Jakub Pietrzak |
| 18 marca 2023 17:00 | Raport | Pkt: Fontaine 23 Zb: Borkowska 9 As: Górecki 6                  |                                                                 | Pkt: Mack 22 Zb: Mack 10 As: Stanaćev 9                         |  | Gdynia Arena, Gdynia Sędziowie: Michał Sosin, Marcin Koralewski, Jakub Pietrzak |
| 18 marca 2023 17:00 | Raport | Pszczółka Polski-Cukier AZS-UMCS Lublin wygrywa serię 3–0       |                                                                 |                                                                 |  | Gdynia Arena, Gdynia Sędziowie: Michał Sosin, Marcin Koralewski, Jakub Pietrzak |

| 11 marca 2023 15:00 | Raport | BC Polkowice 73 – 47 SKK Polonia Warszawa              | BC Polkowice 73 – 47 SKK Polonia Warszawa | BC Polkowice 73 – 47 SKK Polonia Warszawa                    |  | Hala Sportowa, Polkowice Sędziowie: Michał Chrakowiecki, Paweł Białas, Bogna Podkowińska |
| 11 marca 2023 15:00 | Raport | Rezultaty w kwartach: 19–10, 19–14, 27–13, 8–10        |                                           |                                                              |  | Hala Sportowa, Polkowice Sędziowie: Michał Chrakowiecki, Paweł Białas, Bogna Podkowińska |
| 11 marca 2023 15:00 | Raport | Pkt: Gajda 13 Zb: Telenga 16 As: trzy zawodniczki po 5 |                                           | Pkt: Radić 10 Zb: Sosnowska 10 As: Pawłowska, Siemienas po 3 |  | Hala Sportowa, Polkowice Sędziowie: Michał Chrakowiecki, Paweł Białas, Bogna Podkowińska |

| 13 marca 2023 15:00 | Raport | BC Polkowice 109 – 57 SKK Polonia Warszawa      | BC Polkowice 109 – 57 SKK Polonia Warszawa | BC Polkowice 109 – 57 SKK Polonia Warszawa          |  | Hala Sportowa, Polkowice Sędziowie: Tomasz Tybor, Bartosz Puzoń, Agata Maj |
| 13 marca 2023 15:00 | Raport | Rezultaty w kwartach: 30–17, 26–16, 33–7, 20–17 |                                            |                                                     |  | Hala Sportowa, Polkowice Sędziowie: Tomasz Tybor, Bartosz Puzoń, Agata Maj |
| 13 marca 2023 15:00 | Raport | Pkt: Friškovec 19 Zb: Telenga 12 As: Gajda 7    |                                            | Pkt: Radić 12 Zb: Radić 5 As: pięć zawodniczek po 2 |  | Hala Sportowa, Polkowice Sędziowie: Tomasz Tybor, Bartosz Puzoń, Agata Maj |

| 18 marca 2023 13:00 | Raport | SKK Polonia Warszawa 48 – 86 BC Polkowice       | SKK Polonia Warszawa 48 – 86 BC Polkowice | SKK Polonia Warszawa 48 – 86 BC Polkowice     |  | Centrum Sportu Wilanów, Warszawa Sędziowie: Łukasz Jankowski, Ewa Matuszewska, Maciej Dębowski |
| 18 marca 2023 13:00 | Raport | Rezultaty w kwartach: 6–20, 15–26, 15–12, 12–28 |                                           |                                               |  | Centrum Sportu Wilanów, Warszawa Sędziowie: Łukasz Jankowski, Ewa Matuszewska, Maciej Dębowski |
| 18 marca 2023 13:00 | Raport | Pkt: Pawłowska 13 Zb: Siemienas 8 As: Keys 5    |                                           | Pkt: Banaszak 19 Zb: Telenga 8 As: Wheeler 13 |  | Centrum Sportu Wilanów, Warszawa Sędziowie: Łukasz Jankowski, Ewa Matuszewska, Maciej Dębowski |
| 18 marca 2023 13:00 | Raport | BC Polkowice wygrywa serię 3–0                  |                                           |                                               |  | Centrum Sportu Wilanów, Warszawa Sędziowie: Łukasz Jankowski, Ewa Matuszewska, Maciej Dębowski |

| 11 marca 2023 17:00 | Raport | Enea AZS Politechnika Poznańska 72 – 75 MB Zagłębie Sosnowiec | Enea AZS Politechnika Poznańska 72 – 75 MB Zagłębie Sosnowiec | Enea AZS Politechnika Poznańska 72 – 75 MB Zagłębie Sosnowiec |  | Centrum Sportu Politechniki Poznańskiej, Poznań Sędziowie: Karol Nowak, Mariusz Nawrocki, Łukasz Andrzejewski |
| 11 marca 2023 17:00 | Raport | Rezultaty w kwartach: 19–21, 20–16, 14–18, 19–20              |                                                               |                                                               |  | Centrum Sportu Politechniki Poznańskiej, Poznań Sędziowie: Karol Nowak, Mariusz Nawrocki, Łukasz Andrzejewski |
| 11 marca 2023 17:00 | Raport | Pkt: Popović 20 Zb: Dodson 15 As: Sutton 5                    |                                                               | Pkt: January 25 Zb: January 19 As: January 7                  |  | Centrum Sportu Politechniki Poznańskiej, Poznań Sędziowie: Karol Nowak, Mariusz Nawrocki, Łukasz Andrzejewski |

| 12 marca 2023 17:00 | Raport | Enea AZS Politechnika Poznańska 66 – 71 MB Zagłębie Sosnowiec | Enea AZS Politechnika Poznańska 66 – 71 MB Zagłębie Sosnowiec | Enea AZS Politechnika Poznańska 66 – 71 MB Zagłębie Sosnowiec          |  | Centrum Sportu Politechniki Poznańskiej, Poznań Sędziowie: Arnauld Kom Njilo, Tomasz Langowski, Filip Marek |
| 12 marca 2023 17:00 | Raport | Rezultaty w kwartach: 19–15, 13–18, 19–18, 15–20              |                                                               |                                                                        |  | Centrum Sportu Politechniki Poznańskiej, Poznań Sędziowie: Arnauld Kom Njilo, Tomasz Langowski, Filip Marek |
| 12 marca 2023 17:00 | Raport | Pkt: Skobel 30 Zb: Dodson 11 As: Sutton 8                     |                                                               | Pkt: January 18 Zb: January, Urbaniak-Dornstauder po 13 As: January 10 |  | Centrum Sportu Politechniki Poznańskiej, Poznań Sędziowie: Arnauld Kom Njilo, Tomasz Langowski, Filip Marek |

| 18 marca 2023 15:00 | Raport | MB Zagłębie Sosnowiec 73 – 68 Enea AZS Politechnika Poznańska | MB Zagłębie Sosnowiec 73 – 68 Enea AZS Politechnika Poznańska | MB Zagłębie Sosnowiec 73 – 68 Enea AZS Politechnika Poznańska |  | Arena Sosnowiec, Sosnowiec Sędziowie: Tomasz Tybor, Adrian Szczotka, Agata Maj |
| 18 marca 2023 15:00 | Raport | Rezultaty w kwartach: 11–22, 22–17, 19–16, 21–13              |                                                               |                                                               |  | Arena Sosnowiec, Sosnowiec Sędziowie: Tomasz Tybor, Adrian Szczotka, Agata Maj |
| 18 marca 2023 15:00 | Raport | Pkt: January 28 Zb: Zempare 20 As: January 4                  |                                                               | Pkt: Skobel, Sutton po 16 Zb: Skobel 8 As: Sutton 7           |  | Arena Sosnowiec, Sosnowiec Sędziowie: Tomasz Tybor, Adrian Szczotka, Agata Maj |
| 18 marca 2023 15:00 | Raport | MB Zagłębie Sosnowiec wygrywa serię 3–0                       |                                                               |                                                               |  | Arena Sosnowiec, Sosnowiec Sędziowie: Tomasz Tybor, Adrian Szczotka, Agata Maj |

### Półfinały
| 25 marca 2023 18:00 | Raport | BC Polkowice 88 – 82 MB Zagłębie Sosnowiec       | BC Polkowice 88 – 82 MB Zagłębie Sosnowiec | BC Polkowice 88 – 82 MB Zagłębie Sosnowiec                 |  | Hala Sportowa, Polkowice Sędziowie: Paulina Gajdosz, Bartosz Puzoń, Tomasz Langowski |
| 25 marca 2023 18:00 | Raport | Rezultaty w kwartach: 33–25, 20–17, 14–21, 21–19 |                                            |                                                            |  | Hala Sportowa, Polkowice Sędziowie: Paulina Gajdosz, Bartosz Puzoń, Tomasz Langowski |
| 25 marca 2023 18:00 | Raport | Pkt: Wheeler 40 Zb: Telenga 9 As: Wheeler 8      |                                            | Pkt: Zempare 22 Zb: Urbaniak-Dornstauder 14 As: January 12 |  | Hala Sportowa, Polkowice Sędziowie: Paulina Gajdosz, Bartosz Puzoń, Tomasz Langowski |

| 26 marca 2023 18:00 | Raport | BC Polkowice 90 – 70 MB Zagłębie Sosnowiec       | BC Polkowice 90 – 70 MB Zagłębie Sosnowiec | BC Polkowice 90 – 70 MB Zagłębie Sosnowiec   |  | Hala Sportowa, Polkowice Sędziowie: Michał Sosin, Ewa Matuszewska, Maciej Dębowski |
| 26 marca 2023 18:00 | Raport | Rezultaty w kwartach: 19–12, 22–19, 23–21, 26–18 |                                            |                                              |  | Hala Sportowa, Polkowice Sędziowie: Michał Sosin, Ewa Matuszewska, Maciej Dębowski |
| 26 marca 2023 18:00 | Raport | Pkt: Gertchen 18 Zb: Telenga 9 As: Wheeler 10    |                                            | Pkt: January 18 Zb: January 9 As: January 10 |  | Hala Sportowa, Polkowice Sędziowie: Michał Sosin, Ewa Matuszewska, Maciej Dębowski |

| 29 marca 2023 18:00 | Raport | MB Zagłębie Sosnowiec 64 – 79 BC Polkowice                           | MB Zagłębie Sosnowiec 64 – 79 BC Polkowice | MB Zagłębie Sosnowiec 64 – 79 BC Polkowice      |  | Arena Sosnowiec, Sosnowiec Sędziowie: Mariusz Nawrocki, Marcin Bieńkowski, Adrian Szczotka |
| 29 marca 2023 18:00 | Raport | Rezultaty w kwartach: 11–19, 12–15, 22–21, 19–24                     |                                            |                                                 |  | Arena Sosnowiec, Sosnowiec Sędziowie: Mariusz Nawrocki, Marcin Bieńkowski, Adrian Szczotka |
| 29 marca 2023 18:00 | Raport | Pkt: January 21 Zb: Urbaniak-Dornstauder, Zempare po 7 As: January 8 |                                            | Pkt: Banaszak 16 Zb: Banaszak 11 As: Wheeler 10 |  | Arena Sosnowiec, Sosnowiec Sędziowie: Mariusz Nawrocki, Marcin Bieńkowski, Adrian Szczotka |
| 29 marca 2023 18:00 | Raport | BC Polkowice wygrywa serię 3–0                                       |                                            |                                                 |  | Arena Sosnowiec, Sosnowiec Sędziowie: Mariusz Nawrocki, Marcin Bieńkowski, Adrian Szczotka |

| 25 marca 2023 20:00 | Raport | PolskaStrefaInwestycji Enea Gorzów Wielkopolski 86 – 92 Pszczółka Polski-Cukier AZS-UMCS Lublin | PolskaStrefaInwestycji Enea Gorzów Wielkopolski 86 – 92 Pszczółka Polski-Cukier AZS-UMCS Lublin | PolskaStrefaInwestycji Enea Gorzów Wielkopolski 86 – 92 Pszczółka Polski-Cukier AZS-UMCS Lublin |  | Hala AJP, Gorzów Wielkopolski Sędziowie: Adam Wierzman, Marcin Koralewski, Rafał Zuchowicz |
| 25 marca 2023 20:00 | Raport | Rezultaty w kwartach: 30–25, 9–25, 30–19, 17–23                                                 |                                                                                                 |                                                                                                 |  | Hala AJP, Gorzów Wielkopolski Sędziowie: Adam Wierzman, Marcin Koralewski, Rafał Zuchowicz |
| 25 marca 2023 20:00 | Raport | Pkt: Horvat 27 Zb: Smith 12 As: Smith 8                                                         |                                                                                                 | Pkt: Stanaćev 24 Zb: Mack 9 As: Stanaćev 12                                                     |  | Hala AJP, Gorzów Wielkopolski Sędziowie: Adam Wierzman, Marcin Koralewski, Rafał Zuchowicz |

| 26 marca 2023 20:00 | Raport | PolskaStrefaInwestycji Enea Gorzów Wielkopolski 83 – 58 Pszczółka Polski-Cukier AZS-UMCS Lublin | PolskaStrefaInwestycji Enea Gorzów Wielkopolski 83 – 58 Pszczółka Polski-Cukier AZS-UMCS Lublin | PolskaStrefaInwestycji Enea Gorzów Wielkopolski 83 – 58 Pszczółka Polski-Cukier AZS-UMCS Lublin |  | Hala AJP, Gorzów Wielkopolski Sędziowie: Robert Mordal, Bogna Podkowińska, Mateusz Skorek |
| 26 marca 2023 20:00 | Raport | Rezultaty w kwartach: 26–18, 18–8, 25–15, 14–17                                                 |                                                                                                 |                                                                                                 |  | Hala AJP, Gorzów Wielkopolski Sędziowie: Robert Mordal, Bogna Podkowińska, Mateusz Skorek |
| 26 marca 2023 20:00 | Raport | Pkt: Horvat 23 Zb: Keller 11 As: Wadoux 5                                                       |                                                                                                 | Pkt: Stanaćev 11 Zb: Mack 8 As: Stanaćev 3                                                      |  | Hala AJP, Gorzów Wielkopolski Sędziowie: Robert Mordal, Bogna Podkowińska, Mateusz Skorek |

| 29 marca 2023 20:00 | Raport | Pszczółka Polski-Cukier AZS-UMCS Lublin 76 – 60 PolskaStrefaInwestycji Enea Gorzów Wielkopolski | Pszczółka Polski-Cukier AZS-UMCS Lublin 76 – 60 PolskaStrefaInwestycji Enea Gorzów Wielkopolski | Pszczółka Polski-Cukier AZS-UMCS Lublin 76 – 60 PolskaStrefaInwestycji Enea Gorzów Wielkopolski |  | Hala MOSiR, Lublin Sędziowie: Bartłomiej Kucharski, Maciej Krupiński, Agata Maj |
| 29 marca 2023 20:00 | Raport | Rezultaty w kwartach: 15–21, 19–16, 22–14, 20–9                                                 |                                                                                                 |                                                                                                 |  | Hala MOSiR, Lublin Sędziowie: Bartłomiej Kucharski, Maciej Krupiński, Agata Maj |
| 29 marca 2023 20:00 | Raport | Pkt: Taylor 23 Zb: Mack 15 As: Stanaćev 4                                                       |                                                                                                 | Pkt: Horvat 22 Zb: Horvat 12 As: Allen 10                                                       |  | Hala MOSiR, Lublin Sędziowie: Bartłomiej Kucharski, Maciej Krupiński, Agata Maj |

| 30 marca 2023 20:00 | Raport | Pszczółka Polski-Cukier AZS-UMCS Lublin 65 – 51 PolskaStrefaInwestycji Enea Gorzów Wielkopolski | Pszczółka Polski-Cukier AZS-UMCS Lublin 65 – 51 PolskaStrefaInwestycji Enea Gorzów Wielkopolski | Pszczółka Polski-Cukier AZS-UMCS Lublin 65 – 51 PolskaStrefaInwestycji Enea Gorzów Wielkopolski |  | Hala MOSiR, Lublin Sędziowie: Michał Chrakowiecki, Grzegorz Czajka, Karina Kamińska |
| 30 marca 2023 20:00 | Raport | Rezultaty w kwartach: 23–11, 20–17, 14–14, 8–9                                                  |                                                                                                 |                                                                                                 |  | Hala MOSiR, Lublin Sędziowie: Michał Chrakowiecki, Grzegorz Czajka, Karina Kamińska |
| 30 marca 2023 20:00 | Raport | Pkt: Taylor 18 Zb: Mack 11 As: Ziętara 5                                                        |                                                                                                 | Pkt: Allen 15 Zb: Keller, Śmiałek po 9 As: Allen 5                                              |  | Hala MOSiR, Lublin Sędziowie: Michał Chrakowiecki, Grzegorz Czajka, Karina Kamińska |
| 30 marca 2023 20:00 | Raport | Pszczółka Polski-Cukier AZS-UMCS Lublin wygrywa serię 3–1                                       |                                                                                                 |                                                                                                 |  | Hala MOSiR, Lublin Sędziowie: Michał Chrakowiecki, Grzegorz Czajka, Karina Kamińska |

### O 3. miejsce
| 5 kwietnia 2023 18:00 | Raport | PolskaStrefaInwestycji Enea Gorzów Wielkopolski 89 – 85 MB Zagłębie Sosnowiec | PolskaStrefaInwestycji Enea Gorzów Wielkopolski 89 – 85 MB Zagłębie Sosnowiec | PolskaStrefaInwestycji Enea Gorzów Wielkopolski 89 – 85 MB Zagłębie Sosnowiec |  | Hala AJP, Gorzów Wielkopolski Sędziowie: Marcin Koralewski, Jakub Pietrzak, Karina Kamińska |
| 5 kwietnia 2023 18:00 | Raport | Rezultaty w kwartach: 20–17, 23–22, 27–23, 19–23                              |                                                                               |                                                                               |  | Hala AJP, Gorzów Wielkopolski Sędziowie: Marcin Koralewski, Jakub Pietrzak, Karina Kamińska |
| 5 kwietnia 2023 18:00 | Raport | Pkt: Allen 32 Zb: Smith 9 As: Allen 9                                         |                                                                               | Pkt: January 26 Zb: January 13 As: January 12                                 |  | Hala AJP, Gorzów Wielkopolski Sędziowie: Marcin Koralewski, Jakub Pietrzak, Karina Kamińska |

| 11 kwietnia 2023 18:00 | Raport | MB Zagłębie Sosnowiec 62 – 67 PolskaStrefaInwestycji Enea Gorzów Wielkopolski                | MB Zagłębie Sosnowiec 62 – 67 PolskaStrefaInwestycji Enea Gorzów Wielkopolski | MB Zagłębie Sosnowiec 62 – 67 PolskaStrefaInwestycji Enea Gorzów Wielkopolski |  | Arena Sosnowiec, Sosnowiec Sędziowie: Ewa Matuszewska, Karol Nowak, Filip Marek |
| 11 kwietnia 2023 18:00 | Raport | Rezultaty w kwartach: 17–19, 17–13, 14–15, 14–20                                             |                                                                               |                                                                               |  | Arena Sosnowiec, Sosnowiec Sędziowie: Ewa Matuszewska, Karol Nowak, Filip Marek |
| 11 kwietnia 2023 18:00 | Raport | Pkt: January 24 Zb: Urbaniak-Dornstauder 13 As: January 7                                    |                                                                               | Pkt: Smith 21 Zb: Smith 14 As: Allen, Wadoux 5                                |  | Arena Sosnowiec, Sosnowiec Sędziowie: Ewa Matuszewska, Karol Nowak, Filip Marek |
| 11 kwietnia 2023 18:00 | Raport | PolskaStrefaInwestycji Enea Gorzów Wielkopolski wygrywa dwumecz i zajmuje 3. miejsce w lidze |                                                                               |                                                                               |  | Arena Sosnowiec, Sosnowiec Sędziowie: Ewa Matuszewska, Karol Nowak, Filip Marek |

### Finał
| 5 kwietnia 2022 20:00 | Raport | BC Polkowice 70 – 77 Pszczółka Polski-Cukier AZS-UMCS Lublin | BC Polkowice 70 – 77 Pszczółka Polski-Cukier AZS-UMCS Lublin | BC Polkowice 70 – 77 Pszczółka Polski-Cukier AZS-UMCS Lublin |  | Hala Sportowa, Polkowice Sędziowie: Łukasz Jankowski, Paulina Gajdosz, Łukasz Andrzejewski |
| 5 kwietnia 2022 20:00 | Raport | Rezultaty w kwartach: 22–12, 16–23, 17–23, 15–19             |                                                              |                                                              |  | Hala Sportowa, Polkowice Sędziowie: Łukasz Jankowski, Paulina Gajdosz, Łukasz Andrzejewski |
| 5 kwietnia 2022 20:00 | Raport | Pkt: Banaszak 16 Zb: Banaszak 10 As: Wheeler 7               |                                                              | Pkt: Taylor 32 Zb: Mack 16 As: Stanaćev 9                    |  | Hala Sportowa, Polkowice Sędziowie: Łukasz Jankowski, Paulina Gajdosz, Łukasz Andrzejewski |

| 6 kwietnia 2022 20:00 | Raport | BC Polkowice 80 – 62 Pszczółka Polski-Cukier AZS-UMCS Lublin | BC Polkowice 80 – 62 Pszczółka Polski-Cukier AZS-UMCS Lublin | BC Polkowice 80 – 62 Pszczółka Polski-Cukier AZS-UMCS Lublin |  | Hala Sportowa, Polkowice Sędziowie: Michał Chrakowiecki, Arnauld Kom Njilo, Tomasz Szczurewski |
| 6 kwietnia 2022 20:00 | Raport | Rezultaty w kwartach: 18–17, 31–20, 13–12, 18–13             |                                                              |                                                              |  | Hala Sportowa, Polkowice Sędziowie: Michał Chrakowiecki, Arnauld Kom Njilo, Tomasz Szczurewski |
| 6 kwietnia 2022 20:00 | Raport | Pkt: Banaszak 19 Zb: Banaszak 10 As: Gajda 11                |                                                              | Pkt: Mack 21 Zb: Mack, Taylor po 6 As: Ziętara 6             |  | Hala Sportowa, Polkowice Sędziowie: Michał Chrakowiecki, Arnauld Kom Njilo, Tomasz Szczurewski |

| 11 kwietnia 2022 20:00 | Raport | Pszczółka Polski-Cukier AZS-UMCS Lublin 73 – 77 BC Polkowice | Pszczółka Polski-Cukier AZS-UMCS Lublin 73 – 77 BC Polkowice | Pszczółka Polski-Cukier AZS-UMCS Lublin 73 – 77 BC Polkowice |  | Hala MOSiR, Lublin Sędziowie: Michał Sosin, Grzegorz Czajka, Mateusz Skorek |
| 11 kwietnia 2022 20:00 | Raport | Rezultaty w kwartach: 25–13, 13–25, 17–11, 18–28             |                                                              |                                                              |  | Hala MOSiR, Lublin Sędziowie: Michał Sosin, Grzegorz Czajka, Mateusz Skorek |
| 11 kwietnia 2022 20:00 | Raport | Pkt: Taylor 20 Zb: Mack 13 As: Stanaćev 9                    |                                                              | Pkt: Wheeler 27 Zb: Wheeler 9 As: Wheeler 9                  |  | Hala MOSiR, Lublin Sędziowie: Michał Sosin, Grzegorz Czajka, Mateusz Skorek |

| 12 kwietnia 2022 20:00 | Raport | Pszczółka Polski-Cukier AZS-UMCS Lublin 77 – 70 BC Polkowice | Pszczółka Polski-Cukier AZS-UMCS Lublin 77 – 70 BC Polkowice | Pszczółka Polski-Cukier AZS-UMCS Lublin 77 – 70 BC Polkowice |  | Hala MOSiR, Lublin Sędziowie: Robert Mordal, Michał Kuzia, Bogna Podkowińska |
| 12 kwietnia 2022 20:00 | Raport | Rezultaty w kwartach: 18–13, 16–20, 29–18, 14–19             |                                                              |                                                              |  | Hala MOSiR, Lublin Sędziowie: Robert Mordal, Michał Kuzia, Bogna Podkowińska |
| 12 kwietnia 2022 20:00 | Raport | Pkt: Mack 17 Zb: Mack 9 As: Stanaćev 7                       |                                                              | Pkt: Wheeler 22 Zb: Spanu 10 As: Wheeler 7                   |  | Hala MOSiR, Lublin Sędziowie: Robert Mordal, Michał Kuzia, Bogna Podkowińska |

| 15 kwietnia 2022 20:00 | Raport | BC Polkowice 82 – 83 Pszczółka Polski-Cukier AZS-UMCS Lublin                        | BC Polkowice 82 – 83 Pszczółka Polski-Cukier AZS-UMCS Lublin | BC Polkowice 82 – 83 Pszczółka Polski-Cukier AZS-UMCS Lublin |  | Hala Sportowa, Polkowice Sędziowie: Dariusz Zapolski, Michał Sosin, Mateusz Skorek |
| 15 kwietnia 2022 20:00 | Raport | Rezultaty w kwartach: 24–22, 17–23, 22–19, 19–19                                    |                                                              |                                                              |  | Hala Sportowa, Polkowice Sędziowie: Dariusz Zapolski, Michał Sosin, Mateusz Skorek |
| 15 kwietnia 2022 20:00 | Raport | Pkt: Wheeler 21 Zb: Spanu, Telenga po 8 As: Gajda 6                                 |                                                              | Pkt: Taylor 27 Zb: Mack 18 As: Stanaćev 10                   |  | Hala Sportowa, Polkowice Sędziowie: Dariusz Zapolski, Michał Sosin, Mateusz Skorek |
| 15 kwietnia 2022 20:00 | Raport | Pszczółka Polski-Cukier AZS-UMCS Lublin wygrywa serię 3–2 i zostaje mistrzem Polski |                                                              |                                                              |  | Hala Sportowa, Polkowice Sędziowie: Dariusz Zapolski, Michał Sosin, Mateusz Skorek |

## Klasyfikacja końcowa
| Lp. | Klub                                            |
| --- | ----------------------------------------------- |
|     | Pszczółka Polski-Cukier AZS-UMCS Lublin         |
|     | BC Polkowice                                    |
|     | PolskaStrefaInwestycji Enea Gorzów Wielkopolski |
| 4.  | MB Zagłębie Sosnowiec                           |
| 5.  | Enea AZS Politechnika Poznań                    |
| 6.  | VBW Arka Gdynia                                 |
| 7.  | SKK Polonia Warszawa                            |
| 8.  | 1KS Ślęza Wrocław                               |
| 9.  | Energa Krajowa Grupa Spożywcza Toruń            |
| 10. | MKS Pruszków                                    |
| 11. | Polskie Przetwory Basket-25 Bydgoszcz           |